# Miladin Ćulafić
Miladin Ćulafić (v srbské cyrilici Миладин Ћулафић; * 27. ledna 1939 Gornje Luge u Andrijevici) je srbský prozaik a člen Spolku spisovatelů Srbska. Jeho první dvě knihy byly přeloženy do bulharštiny pod jménem ´´Silná krev´´(Národní kultura, Sofia, 1980). Jiné jeho povídky byly přeloženy do italštiny a francouzštiny.
Základní školu ukončil v Andrijevici a gymnázium v Berane. V Bělehradě vystudoval Filologicku fakultu – obor jihoslovanská a původní literatura. Kolem deseti let pracoval jako profesor literatury v městech: Brčko, Mladenovac, Mrkonjić Grad a Banja Luka. Potom pracoval jako lektor a korektor v bělehradském novinářském úřadě Jež´ a ve vydavatelství „Rad“, žije v Bělehradu.

## Díla
- Trvalost trávy –povídky, 1969.

- Něco – povídky, 1972
- Nedorozumění – povídky, 1986
- Směšné tváře po vzduchu – ze žáckých ukolů, 1983
- Kolo historii – sbírka spisů z kraje – 1988
- Dokdy budu muset být slušný – tak vyrostl Stevan – 1990
- Bez svobody nemůžu hýbat – 1993
- Divoký stařec – 1993
- Bratrství – 1999
- Pán paneláků – 2000
- Rozum mine jako třešně – 1997, 2005
- Přes hranice – 2007

Ceny:
-	Isidora Sekulićová
-	Cena ´´Politiky´´ za povídku
-	Radoje Domanović za satiricku povídku
-	Cenny z jeho rodného kraje – města Andrejevica a Berane
Prameny:
-	Encyklopedie srbského národa, Zavod za izdavanje udžbenika, Bělehrad,2008.
-	Branko Pirgić, Povídky o světě který zmizí, Americký Srbobran, 29. dubna 1992.
-	Dobrašin Jelić, Síla inspirativních detailů, Velké drobnosti, Stupovi, Andrejevica, 1997.,str.78-81
-	Miladin Raspopović, Imanentní poetika krátké povídky Miladina Ćulafiće, Po podobnosti, Panorama, Priština, 2005., str.7-33
-	Dragan Lakićević, Suhé zlato povídky – předmluva výběru povídek Přes hranice
-	Miloslav Šutić, Vysoká škola umění povídání, Led a ohen, Institut za književnost, Čigoja štampa, Bělehrad, 2002., str. 107-118
-	Milan Trbović, Od dětské naivity do moudrosti, str.192-198, Zlaté jablko, str.216-224, Pout´k sobě, Zadužbina Petar Kočić, Banja Luka, 2000.,str. 187-224
-	Marko Paovica, Bohatství duše, Obsah prozaického slova, Narodna knjiga, Bělehrad, 2005.,str. 122-125
-	Miroslav Todorović, Životní dimenze, V stínu Demoklitůvého meče, Učiteljski fkultet, Vranje, 2009.,str. 197-199
-	Milovan Vitezović, Jak promluvilo lidstvo- předmluva knize Pán paneláků